# Rue des Brasseurs (Liège)
Pour les articles homonymes, voir Rue des Brasseurs.
La rue des Brasseurs est une rue ancienne  du centre de la ville de Liège (Belgique) située dans le sous-quartier de Féronstrée et Hors-Château.

## Toponymie
En 1863, la ville de Liège a décidé de rebaptiser cette voie en rue des Brasseurs, ce métier étant historiquement l'un des XXXII bons métiers de Liège. Quelques autres voiries de la cité ardente portent encore le nom de ces bons métiers comme la rue Lulay-des-Fèbvres, l'impasse des Drapiers, les degrés des Tisserands ou la rue des Vignerons.
Auparavant, la rue portait le nom de Pourceaurue, du nom d'une enseigne d'un commerce de la rue représentant un porc. Pourceaurue devint la rue des Pourceaux (1750) puis la rue Saint-Antoine, ce saint (Antoine le Grand) étant souvent représenté accompagné d'un cochon. Puis ce fut la rue des Brasseurs. Il est à noter que la cour Saint-Antoine voisine a été nommée dans les années 1970 d'après ce même saint.

## Situation et description
Cette rue a été tracée en parallèle avec la rue Hors-Château qui se trouve une cinquantaine de mètres au nord et avec Féronstrée qui se situe une cinquantaine de mètres plus au sud. C'est une rue calme assez étroite, plate et pavée ne comptant pas de commerces. Elle est l'une des deux voies d'accès à la cour Saint-Antoine. La rue débouche sur un coin de la place Saint-Barthélemy.

## Architecture
Quatre immeubles de la rue sont repris à l'inventaire du patrimoine culturel immobilier de la Wallonie. Ils se situent aux nos 6/8, 11, 17 et 19. Ce dernier immeuble bâti au cours du XVIIIe siècle se trouve un peu en retrait de la voirie et présente une façade principale en pierre de taille avec baies jointives sur trois travées mais pas (ou plus) de porte d'entrée.

## Voiries adjacentes
- Rue de la Poule
- Cour Saint-Antoine
- Place Saint-Barthélemy

### Source et lien externe
- Claude Warzée, « L’îlot Saint-Georges », sur Histoires de Liège, 24 janvier 2017 (consulté le 7 août 2023)